# Grazia Honegger Fresco
Grazia Honegger Fresco, pseudonimo di Grazia Fresco (Roma, 6 gennaio 1929 – Castellanza, 30 settembre 2020), è stata una pedagogista italiana.
Allieva di Adele Costa Gnocchi e di Maria Montessori, ha dedicato la sua vita all'osservazione e alla conoscenza dei bambini, con particolare attenzione alla nascita e ai primi tre anni di vita. Divulgatrice del pensiero di Maria Montessori, a cui ha anche dedicato un'accurata biografia, ha promosso iniziative educative e formative in Italia e all'estero, rivolte soprattutto ai servizi per la prima infanzia e ai genitori.

## Biografia
Nacque a Roma nel 1929. Figlia di Adele Petri e Francesco Fresco, entrambi maestri elementari, iniziò ad appassionarsi al neonato nel 1947 quando Adele Costa Gnocchi, stretta collaboratrice di Maria Montessori, la invitò a far parte della prima classe sperimentale della nuova AIM, Scuola Assistenti all'Infanzia Montessori, "dove cominciò in un deserto di informazioni e nell'indifferenza dei più la scoperta del neonato". 
Tra il 1950 e il 1951 lavorò con la stessa Costa Gnocchi nella Casa dei Bambini - la “Scuoletta” - a Palazzo Taverna. Frequentò l'ultimo corso tenuto da Maria Montessori in Italia a Roma nel 1950-51 e divenne subito assistente di Giuliana Sorge nei successivi corsi Montessori. Appassionata di scienze naturali, si iscrive alla Facoltà di Biologia dell'Università di Roma, abbandonando gli studi a un passo dalla laurea per dedicarsi a tempo pieno al neonato e ai bambini. Tuttavia, manterrà per tutta la vita una particolare attenzione alle questioni ambientali, alla cura della biosfera, facendone un tratto fondamentale della sua pedagogia profondamente laica, attenta alla diversità.
Dal 1953, per oltre trent'anni, ha collaborato con la rivista "La vita dell'infanzia" dell'Opera Nazionale Montessori (ONM). Per l'ONM fu dirigente pedagogica delle classi Montessori nel quartiere Tufello di Roma e fece parte del Consiglio Direttivo e di varie Commissioni di studio.
Nel 1953 raggiunge Danilo Dolci a Trappeto, nella Sicilia occidentale, per partecipare alle attività e alle lotte socio-economiche e politiche a carattere nonviolento che promuoveva, dove incontra Goffredo Fofi, Gigliola Venturi e Lamberto Borghi: "Mi chiese quali intenzioni avessi per il futuro (mi occupavo dei bambini, dei malanni e delle medicine che potevo far arrivare da amici lontani). Alle mie spiegazioni, dopo uno dei suoi silenzi, mi disse che, prima di una scelta definitiva, mi sarebbe stato utile frequentare uno stage di Fraternité Mondiale, destinato a giovani provenienti da vari paesi europei. Seguii il suo consiglio: fu un’esperienza di tale apertura che indirizzò positivamente il mio entusiasmo di ventenne verso altre ricerche e studi che mi portarono lontano dalla Sicilia". L'anno seguente l'incontro con i CEMEA (Margherita Fasolo, Gastone Tassinari, Lina Mannucci, Marcello Trentanove), di cui diverrà animatrice e formatrice per molti anni. È un periodo di viaggi, in Italia e in Francia, fra Trappeto e i tanti Corsi Montessori che vengono attivati. Curiosa, attenta a tutto ciò che di fertile prende vita nel paese, incontra Margherita Zoebeli, che a Rimini aveva dato vita al Centro Educativo Italo-Svizzero (CEIS).
Nel 1960 sposa Emilio Honegger, conosciuto attraverso l'esperienza con Danilo Dolci, e si trasferisce a Castellanza (Va). Apre in casa, per i figli suoi e di alcuni amici, la prima "scuoletta", che diventerà poi la Scuola Montessori, dal nido alla quinta elementare. La dirigerà fino al 1988.  La sua esperienza e la sua straordinaria capacità di riunire persone e promuovere un pensiero e un’azione capaci di innovare in modo significativo l’attività educativa nella prima infanzia, la porta a costituire, insieme a Paolo Ballabio, Carlo Alberti, Franca Russi e Mariuccia Poroli, Percorsi per Crescere, che dal 1988 propone attività di formazione ed aggiornamento, con metodi di lavoro che sono il frutto di un’attenta ricerca e di una continua sperimentazione. Lo scopo è sempre lo stesso: un lavoro di qualità che metta veramente al centro il bambino, le sue capacità ed i suoi bisogni.
Attiva in Italia, in Europa e anche negli Stati Uniti, ha formato educatori della prima infanzia, operatori sanitari e genitori portando i principi Montessori nei nidi, nelle scuole dell'infanzia, nelle Case dei Bambini e nelle scuole primarie. 
Dal 1981 al 2003 è stata Presidente del Centro Nascita Montessori di Roma, divenendone Presidente onorario fino alla morte.
Nel 1984 ha fondato la rivista trimestrale “Il quaderno Montessori", di cui è stata condirettore insieme a Lia de Pra Cavalleri fino all'estate del 2017, quando è uscito l'ultimo numero (133).
È stata consulente pedagogica di AMITE (Associazioni Montessori Italia Europa).
Nel 2008 ha ricevuto il “Premio UNICEF-dalla parte dei bambini”.
Energica e generosa fino alla fine, ha curato, fra i 2019 e il 2020, la collana Gioca e impara con il metodo Montessori, edita dal Corriere della Sera. L'ultimo suo libro è I bambini e l'ambiente secondo il metodo Montessori (Solferino).

## Opere
I testi di Grazia Honegger Fresco riguardano soprattutto il ruolo di insegnanti e genitori nell'educazione della prima infanzia.
- Due pescatori siciliani raccontano la storia del Borgo di Dio, Quaderni «Il Gallo», Milano, 1954
- Questi nostri bambini, (con Giulia André Gorresio), Armando, Roma, 1966
- Il neonato con amore, Ferro edizioni, Milano, 1970
- Prepariamo i bambini alla lettura, 1976
- Il piacere di fare, proposte di educazione sanitaria, Nicola Milano Editore, Bologna, 1979
- Essere genitori. Le cose più importanti da sapere per essere o diventare un genitore magnifico, 1980
- Il primo legame. Riflessioni sul parto e la nascita, Emme Edizioni, Milano, 1982
- Per ogni bambino una risposta , (con Carmen Soru e Maria Luisa Canderle Sala), Ferro Edizioni, Milano, 1988
- Il materiale Montessori, in cataloghi editi a New York, Londra, Bucarest, Berlino, Gonzaga tra gli anni dieci e trenta, ed. Il Quaderno Montessori, Castellanza 1993
- Abbiamo un bambino. Dalla nascita ai tre anni: la nuova guida pratica e completa, red edizioni, Como, 1994
- Essere nonni. Che cosa vuol dire essere genitori di genitori, red edizioni, Como, 1995
- Un bambino con noi. Guida pratica dalla nascita ai tre anni, red edizioni, Como, 1997
- Montessori: perché no? Una pedagogia per la crescita, FrancoAngeli, Milano, 2000 (nuova edizione Il Leone Verde, Torino, 2017)
- Una casa a misura di bambino (con Sara Honegger Chiari), red edizioni, Como, 2000
- Radici nel futuro. La vita di Adele Costa Gnocchi (1883-1967), La meridiana, Molfetta (Ba), 2001
- Senza Parole. Accogliere il bambino da 0 a 3 mesi, La Meridiana, Molfetta (Ba), 2002 (2015)
- C'era una volta. Filastrocche, favole, racconti, 2003
- Essere genitori. Come prepararsi ad accogliere un bambino e poi educarlo con amore e intelligenza, 2003
- Facciamo la nanna: Quel che conviene sapere sui metodi per far dormire il vostro bambino, Il Leone Verde, Torino, 2006
- Un nido per amico. Come educatori e genitori possono aiutare i bambini a diventare se stessi, 2007
- Facciamoci un dono. Come giocare con la prima infanzia, (con Silvio Boselli) La meridiana, Molfetta (Ba), 2009
- Dalla parte dei bambini. La scuola dell'obbligo all'oblio, l'ancora del mediterraneo, Napoli, 2011
- Una casa a misura di bambino, 2011
- Accogliere un bambino. Da 0 a 3 anni proposte per genitori ed educatori, La Meridiana, Molfetta (Ba), 2013
- Maria Montessori, una storia attuale. La vita, il pensiero, le testimonianze, Terza Edizione, Il Leone Verde, Torino, 2018
- Da solo io. Il progetto pedagogico di Maria Montessori da 0 a 3 anni, La meridiana, Molfetta (Ba), 2018
- I figli, che bella fatica. Il mestiere del genitore, Edizioni dell'Asino, Roma, 2019
- I bambini e l'ambiente secondo il metodo Montessori, Solferino, Milano, 2020